# Port Aiwo
Port morski Aiwo – handlowy port morski na Oceanie Spokojnym, w Aiwo, położony w zachodniej części Nauru.
Jego budowa rozpoczęła się w 1904 roku. W 1940 roku Niemcy bombardując wyspę, poważnie uszkodzili infrastrukturę portową. Port przebudowano w 1957 roku i od tego czasu pozostaje bez zmian. Port osłonięty jest dwoma falochronami, posiada między innymi terminal do przeładunku fosforanów oraz rury do przeładunku paliwa.